# Nazionale maschile di rugby a 15 del Togo
La nazionale di rugby XV del Togo rappresenta il Togo nel rugby a 15 in ambito internazionale, dove è inclusa fra le formazioni di terzo livello.